# Augusto Parboni
Augusto Parboni (Milano, 24 febbraio 1900 – Roma, 24 luglio 1984) è stato un calciatore italiano, di ruolo difensore.

## Carriera
Nato come podista, cresce calcisticamente nella Pro Roma, ma a partire dalla stagione 1920-1921 milita in massima serie tra le file della Lazio.
Rimane in maglia biancoceleste fino al 1927, disputando sei campionati di massima serie ed un campionato cadetto.
Una volta ritiratosi dal calcio giocato intraprese la carriera come giornalista sportivo.